# Тимофеев, Архип Андреевич
Архи́п Андре́евич Тимофе́ев (1892 — 1979) — русский советский военный фельдшер, рядовой Русской императорской армии, капитан медицинской службы ВС СССР в годы Великой Отечественной войны.

## Биография
Родился в 1892 году в селе Сунеево Бирского уезда.
Окончив 2 класса сельской школы, с 13 лет работал.
В 1913 году был призван в армию, зачислен в Московский 12-й Гренадерский полк. С марта 1914 по 2 февраля 1915 года учился в военно-фельдшерской школе при окружном Московском госпитале имени Петра Первого, выпускные экзамены сдал на «отлично». В феврале 1915 года служил ротным фельдшером 7-й роты 3-го пограничного Заамурского пехотного полка на передовой линии Австрийского фронта.
16 сентября 1915 года по Высочайшему повелению Его Императорским Высочеством Великим Князем Кириллом Владимировичем был награждён Георгиевским крестом 4-й степени «за мужество и храбрость, проявленные в боях с неприятелем с 21 по 28 августа 1915 года».
12 сентября 1916 года на параде лично командиром корпуса был награждён Георгиевским крестом 3-й степени «за то, что в бою 15.06.1916 года под д. Чертовец, под сильным артиллерийским и пулеметным огнем противника, вынес из огня тяжелораненого ротного командира».
Согласно воспоминаниям известного большевика и военного фельдшера И. С. Чернядьева, с ним встречался в феврале 1918 года именно Тимофеев.
Служил в Красной армии с 1918 по декабрь 1919 года. В декабре 1919 заболел сыпным тифом и был направлен в Бирскую больницу для лечения.
С 1921 по 1925 учился в Уфимской фельдшерско-акушерской школе, параллельно работал в уфимских детских домах № 1 и № 2. По окончании обучения был направлен в Аскинскую больницу в качестве заведующего, вскоре переведен в Янаул для организации рабочей больницы, обеспечения врачебного участка медицинской помощью и ведения санитарно–просветительской работы.
В 1927 поступил на медицинский факультет Казанского университета. Параллельно с учебой работал фельдшером на кожевенном заводе, был депутатом Казанского городского Совета. По окончании университета Архип был назначен заведующим рабочей поликлиникой Благовещенского завода, а с ноября 1935 по август 1936 трудился в Уса–Степановской больнице. В августе 1936 вернулся в Бирск, где с небольшим перерывом в 1940 году преподавал в фельдшерско-акушерской и фармацевтической школах (перерыв в педагогической деятельности был связан с участием в финской войне с 10 февраля по 20 мая 1940 в качестве консультанта невропатологии на 3 госпиталя).
8 июля 1941 года был повторно призван в РККА Бирским райвоенкоматом Башкирской АССР. Служил врачом-ординатором 264-го отдельного медицинского батальона 244-й стрелковой дивизии Западного фронта; был контужен в 1941 году под Смоленском.  В ноябре 1941 был направлен сначала педагогом в Уфимскую военную фельдшерскую школу, а с мая 1942 переведён в Бирскую фельдшерско-акушерскую-сестринскую и фармшколу, где пробыл в качестве педагога до июля 1943 года. С июля 1943 по май 1944 – вновь на передовой в качестве врача–невропатолога полевого госпиталя № 2575 Калининского и 1-го Белорусского фронтов. Оказался в окружении в октябре–декабре 1943 года, но вышел к своим. С 21 мая 1944 по 20 ноября 1945 – начальник психиатрического отделения Белорусского фронта. В 1945 году руководил эвакуационным госпиталем. Капитан медицинской службы ВС СССР.
С начала января 1946 вернулся на гражданскую работу и до 1953 руководил нервным отделением Бирской больницы. Одновременно вёл амбулаторный прием, который успешно совмещал с участием в работе военной врачебной комиссии города Бирска и соседних районов и преподаванием в фельдшерской школе. С 1953 по 1963 работал врачом Бирского Дома отдыха, врачом–невропатологом Чеховского санатория, школьным врачом школы слепых с одновременным преподаванием в фельдшерской школе в Бирске. С 1 января 1966 и до своей смерти вёл амбулаторный прием больных на общественных началах – сперва в здравпункте нефтяников, потом у себя дома. Посещал и лечил больных на дому. За 10 лет работы на общественных началах принял более 10700 человек.

## Награды
- Георгиевский крест 4-й степени (16.9.1915, № 462600) — за мужество и храбрость, проявленные в боях с неприятелем с 21 по 28 августа 1915 года[1]
- Георгиевский крест 3-й степени (12.9.1916, № 64389) — за то, что в бою 15.06.1916 года под д. Чертовец, под сильным артиллерийским и пулеметным огнем противника, вынес из огня тяжелораненого ротного командира[1].
- Орден Красной Звезды (12.1.1946)[4]
- Орден Трудового Красного Знамени
- Орден Ленина
- медали, в том числе:
  - «За победу над Германией» (1945)[5]
  - «20 лет Победы в Великой Отечественной войне 1941—1945 гг.»
- два значка «Отличник здравоохранения».